# Quận Minidoka, Idaho
Quận Minidoka là một quận thuộc tiểu bang Idaho, Hoa Kỳ.
Quận này được đặt tên theo. Theo điều tra dân số của Cục điều tra dân số Hoa Kỳ năm 2000, quận có dân số 20.174 người . Quận lỵ đóng ở Rupert. Quận Minidoka được lập ngày 28/1/1913 từ khu vực thuộc quận Lincoln. Tên gọi Minidoka có nguồn gốc Dakota Sioux có nghĩa là một ngọnnuis hay suối."

## Địa lý
Theo Cục điều tra dân số Hoa Kỳ, quận có diện tích 1976 km2, trong đó có 9 km2 là diện tích mặt nước.

### Quận giáp ranh
- Quận Blaine - bắc, đông
- Quận Cassia - nam
- Quận Jerome - tây
- Quận Lincoln - tây